# ان‌جی‌سی ۵۸۰۶
ان‌جی‌سی ۵۸۰۶ (انگلیسی: NGC 5806) یک کهکشان مارپیچی در صورت فلکی دوشیزه است که در ۲۴ فوریه ۱۷۸۶ توسط اخترشناس جان هرشل کشف شد.